# Кулибин, Владимир Александрович
Влади́мир Алекса́ндрович Кули́бин (1832—1901) — русский горный инженер, сын Александра Ивановича Кулибина , внук Кулибина Ивана Петровича.

## Биография
- Окончил Институт Корпуса горных инженеров в 1852 году.
- в 1865 г. — пристав Зыряновского рудника Алтайского горного округа.
- в 1867 г. — коллежский советник.
- в 1871 г. — и. д. советника 4-го (Счётного) отделения Алтайского горного правления.
- в 1874 г. — статский советник.

Владимир Александрович Кулибин известен был как талантливый изобретатель. Ему принадлежит ряд работ по усовершенствованию техники золотопромышленности, в том числе изобретение известной «кулибинки» — плавучей машины, которая поднимает со дна реки песок и, промывая его, отбирает золото. Драга непосредственно передаёт золотосодержащий песок на «кулибинку», следовательно промытый материал не надо отвозить, он выбрасывается опять в реку, в выработанное пространство. Это очень удешевило разработку золотых россыпей.

## Семья
Жена, Анна Александровна, дочь генерал-майора Фрезе А. Е., главного начальника Алтайского горного округа. Всего у Кулибиных было две дочери и четыре сына, трое из них были водными инженерами. Наиболее известен Кулибин, Николай Владимирович, (1882-1918) — морской офицер, капитан второго ранга, участник Русско-Японской войны 1904-1905 гг. У другого из сыновей, Александра, сын Владимир долгое время работал в железнорудной промышленности Урала, имел печатные работы и изобретения.

## Награды
- Орден Святой Анны 2 класса
- Орден Святого Владимира 4 класса